# Людольф (Эццонен)
Людольф (Лиудольф) Лотарингский (нем. Liudolf), Людольф фон Браувайлер (нем. Ludolf von Brauweiler; ок. 1000 — 11 апреля 1031) — сеньор Цютфена из рода Эццоненов. Отец баварского герцога Конрада I.

## Биография
Родился в Саксонии. Один из сыновей пфальцграфа Лотарингии Эццо и его жены Матильды, дочери императора Оттона II.
Фогт аббатств Браувайлер и Боргхорст, командир военного отряда кёльнского архиепископа.
Около 1019 года женился на Матильде, дочери и наследнице Оттона фон Цютфена, в 1025 году стал на правах её мужа сеньором Цютфена и фогтом Мюнстера. Также получил от отца сеньорию Вальденбург.
Людольф умер 11 апреля 1031 года (на три года раньше отца) и был похоронен в аббатстве Браувайлер в семейной усыпальнице.

## Дети
- Генрих (ум. 31 октября 1031), сеньор Браувайлера
- Конрад I (Куно) (ум. 1055) — герцог Баварии (1049-1053).

Дочерью Людольфа иногда называется
- Адельхейда — наследница Цютфена. Её мужем был Готшалк (ок. 1010—1063/1064), граф Цютфена. Однако согласно сайту HOLLAND, FRISIA, GELRE её отец Оттон Цютфенский (ум. 1037), а сама она - сестра Матильды, жены Людольфа.